# Raimund Abraham
Raimund Abraham (Lienz, Tirol, 23 de julio de 1933-Los Ángeles, 4 de marzo de 2010) fue un arquitecto austríaco y profesor de arquitectura civil.

## Carrera
Estudió en la Universidad Tecnológica de Graz, después emigró a los Estados Unidos en 1964; desempeñándose desde 1971 como catedrático en la Cooper Union y en el Instituto Pratt de Nueva York. Recibió numerosos premios internacionales, creando reconocidas edificaciones como el Foro Cultural Austríaco (1998-2001) ubicado en Nueva York.
Presentó diversas exposiciones en lugares como el Museo de Arte Moderno de Nueva York y el Centro Pompidou; habiendo también publicado trabajos como Elementare Architektur de 1963, Ungebaut/Unbuilt de 1986 y Grenzlinien de 1989.